# Lawe
Lawe – rzeka we Francji, przepływająca przez teren departamentu Pas-de-Calais, o długości 41,1 km. Stanowi dopływ rzeki Leie.